# 朱子庚
朱子庚，浙江仁和（今浙江杭州）人，是一名清朝政治人物。
朱子庚曾于1849年接替徐家槐任宝山县知县一职，1849年由吴云接任。